# The Number 23
The Number 23 (Nederlands: Het nummer 23) is een Amerikaanse psychologische thriller uit 2007 van regisseur Joel Schumacher. Hij regisseerde daarin voor de tweede maal Jim Carrey, nadat die eerder in Schumachers Batman Forever (1995) speelde.

## Verhaal
Walter Sparrow (Jim Carrey) vormt een gelukkig gezinnetje met zijn vrouw Agatha (Virginia Madsen) en hun tienerzoon Robin (Logan Lerman). Wanneer collega Sybil (Michelle Arthur) hem probeert te versieren op een bedrijfsfeestje, wijst hij haar dan ook resoluut af. Sparrows ellende begint als de gekrenkte Sybil hem daarop twee minuten voor het einde van zijn werktijd bij de dierenopvang nog met een rotklusje opzadelt. Hierdoor komt Sparrow te laat voor zijn afspraak met Agatha, die daarom maar even een boekwinkel ingedoken is. Daar duikt ze een boek op genaamd The Number 23, dat ze hem cadeau doet.
Het boek, van een onbekende auteur, gaat over het personage Fingerling dat verrassend veel overeenkomsten blijkt te hebben met Sparrow. Wanneer Fingerling een obsessie ontwikkelt voor het nummer 23, slaat dit dan ook over op Sparrow. Hij bemerkt dat bijna alle grote gebeurtenissen uit zowel zijn leven als uit de wereldhistorie op de een of andere manier te herleiden zijn tot het nummer 23. Sparrow raakt in paniek als het leven van Fingerling parallel blijft lopen met dat van hem en het personage zijn vriendin Fabrizia blijkt te vermoorden. Niet alleen wil hij zijn vrouw niets aandoen, maar de beschreven moord lijkt wel verdacht veel op een moord zonder lijk van jaren geleden (op Laura Tollins - Rhona Mitra). Daar werd Kyle Flinch (Mark Pellegrino) voor veroordeeld, maar deze is altijd blijven volhouden onschuldig te zijn. Sparrow móét uitzoeken wie de schrijver van het boek is, om daarmee duidelijk te krijgen wie de moordenaar was en zichzelf los te koppelen van het boek.
Doorlezend, blijkt in het boek psycholoog Miles Phoenix een grote rol te hebben gespeeld in Fabrizia's dood. Deze man spreekt bijna exact dezelfde woorden uit als Sparrows psycholoog  Isaac French (Danny Huston) tegen Agatha deed, toen Sparrow met hem ging spreken over het boek. French vertoont zowel in woord als daad te veel overeenkomsten met het personage in het verhaal om toeval te zijn. Dat blijkt het ook niet te zijn.
Wanneer Sparrow het skelet van het jaren geleden verdwenen meisje vindt, ruimen Agatha en Isaac dit achter zijn rug om iets te slordig uit de weg, waardoor Sparrow doorkrijgt dat zij het waren. Ze wilden daarmee echter niet hun eigen daden verhullen, maar de zijne. Sparrow blijkt Agatha ontmoet te hebben nadat hij net uit het hospitaal kwam en aan heftige amnesie leed. Hij kon zich niks meer herinneren van de gebeurtenissen voor dat hij in het hospitaal terechtkwam. Het verhaal in het boek blijkt zoveel overeenkomsten te vertonen met zijn leven, omdat het daadwerkelijk over zijn vroegere leven gaat. Sparrows vader werd gek van het nummer 23 en gaf zijn obsessie door aan zijn zoon. Die raakte daardoor zo geobsedeerd, dat het zijn leven begon te overheersen. Tijdens zijn studentenjaren ontmoet hij Laura Tollins, die in het boek Fabrizia heet. Net zoals in het boek vermoordt hij uiteindelijk Laura en krijgt iemand anders de schuld, namelijk Kyle Flinch. Het getal 23 bleef hem daarna teisteren. Wat begon als een afscheidsbrief groeide uit tot een boek. Sparrow zette het gebeuren op papier: Sparrow schreef The Number 23. Terwijl hij dit schreef verloor hij de grip op de werkelijkheid meer en meer en doet dan toch een poging tot zelfmoord. Deze mislukte maar daardoor had hij geheugenverlies en werd hij opgenomen in het hospitaal. De psycholoog die hem onderzocht vond zijn manuscript van het boek en publiceerde het.
Sparrow besluit zichzelf aan te geven voor de moord. Zijn obsessie lost hij er niet mee op, maar daarmee kan hij in ieder geval voorkomen dat Flinch nog langer onschuldig vastzit. Agatha zal op hem wachten tot hij vrijkomt. Wanneer ze in de laatste scène bij hem op visite komt in de gevangenis, is het kwart over twee (kleine wijzer op de 2, de grote op de 3).

## Trivia
- De film zit vol met verwijzingen naar het nummer 23. Niet alleen kloppen de genoemde feiten en data in de film die met 23 te maken hebben grotendeels (behalve de sterfdag van Ted Bundy), de film voegt zelf zijn eigen 23's toe. Onder meer:
  - Het was de 23e film die Schumacher regisseerde.
  - Sparrow werkt voor het Animal Control Department (=23 letters)
  - het personage Suicide Blonde woont op nummer 959 (9+5+9=23)
  - De hond in de film heet Ned, wat bestaat uit de 14, 5e en 4e letter van het alfabet (14+5+4=23)
  - De zaak Agatha's heeft het nummer 689 (6+8+9=23)
  - De film ging in Amerika in première op 23 februari 2007, in Groot-Brittannië op 23 juli 2007.
  - De DVD is onderverdeeld in 23 hoofdstukken
  - Het hotel in de film is het The King Edward Hotel. 'King Edward' werd geboren op 23 juni 1894.
  - Jim Carreys productiemaatschappij heet JC 23 Entertainment
  - De DVD van The Number 23 duurt 1:41:08 (14+1+8=23).

## Spelers
- Jim Carrey als Walter Sparrow / Fingerling
- Virginia Madsen als Agatha Pink-Sparrow / Fabrizia
- Logan Lerman als Robin Sparrow
- Chris Lajoie als Benton
- Danny Huston als Isaac French / Dokter Miles Phoenix
- Rhona Mitra als Laura Tollins
- Mark Pellegrino als Kyle Finch
- Paul Butcher als Young Walter Sparrow / Young Fingerling
- Lynn Collins als Isobel Lydia Hunt / The Suicide Blonde
- Bud Cort als Dokter Leary